# Polygala ericifolia
Polygala ericifolia är en jungfrulinsväxtart som beskrevs av Dc.. Polygala ericifolia ingår i släktet jungfrulinssläktet, och familjen jungfrulinsväxter. Inga underarter finns listade i Catalogue of Life.